# 1775 Циммервальд
1775 Циммервальд (1775 Zimmerwald) — астероїд головного поясу, відкритий 13 травня 1969 року.
Тіссеранів параметр щодо Юпітера — 3,357.